# Volvo Open 70

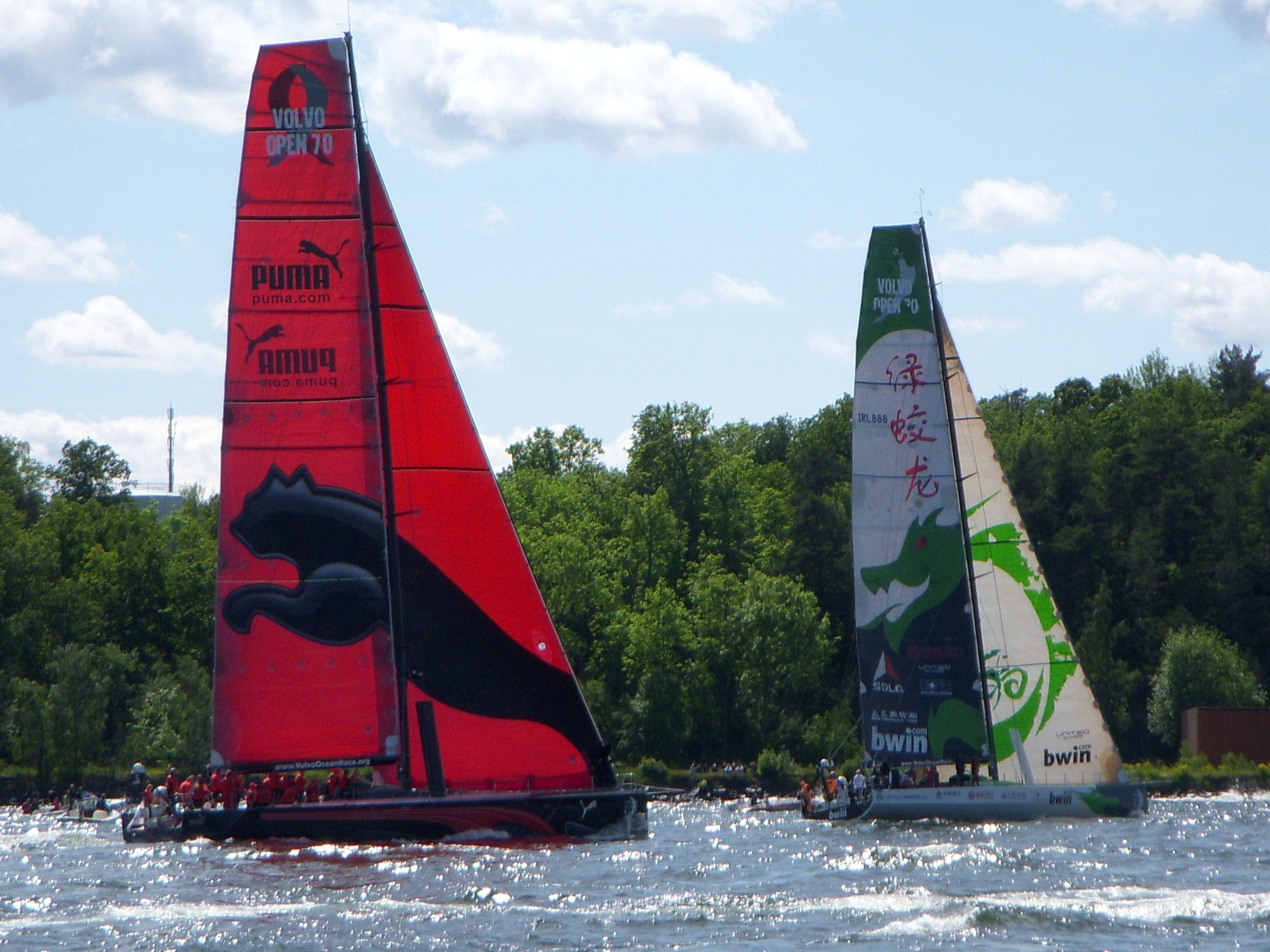
Twee Volvo's Open 70 in 2009

De Volvo Open 70 (VO70) is een klasse zeilboot, speciaal ontwikkeld voor de Volvo Ocean Race.
De Open 70 was de opvolger van de Volvo Ocean 60 en werd voor het eerst gebruikt in de Volvo Ocean Race 2005-2006. De boot is ook gebruikt in de Volvo Ocean Race 2008-2009 en de Volvo Ocean Race 2011-2012.
Het ontwerpreglement van de VO70 was bedoeld om snelle en onderling vergelijkbare jachten voort te brengen met één mast en een enkele romp. Deze jachten moesten bruikbaar zijn voor offshore zeilwedstrijden op het hoogste niveau. Belangrijke eisen waren een goede stabiliteit en een goede veiligheid voor de bemanning. Nieuw was de introductie van een kantelkiel: een kiel waarvan de hoek ten opzichte van de romp aangepast kan worden. Een bijgewerkte versie van de ontwerpregels werden vrijgegeven in september 2006; een derde versie volgde in 2011.
De Volvo Open 70 is in 2013 opgevolgd door de Volvo Ocean 65.

## Specificaties
De Volvo Open 70 kent de volgende specificaties:
| Romplengte                   | 21,5 m    |
| Lengte waterlijn             | 19,5 m    |
| Grootste breedte             | 5,7 m     |
| Maximale diepgang            | 4,5 m     |
| Leeggewicht                  | 14.000 kg |
| Ballast                      | 4500 kg   |
| Maximale uitslag zwenkkiel   | 40 graden |
| Mastlengte                   | 31,5 m    |
| Oppervlakte grootzeil        | 175 m²    |
| Oppervlakte werkfok          | 121 m²    |
| Zeiloppervlakte aan de wind  | 296 m²    |
| Zeiloppervlakte voor de wind | 695 m²    |